# Orchidactylorhiza atacina
Orchidactylorhiza atacina là một loài thực vật có hoa trong họ Lan. Loài này được (P.Delforge) P.Delforge mô tả khoa học đầu tiên năm 2000.